# Martin Behaim
Martin Behaim   (Nuremberg, 6 d'octubre de 1459 - Lisboa, 29 de juliol de 1507), conegut també com a Martí de Bohèmia, va ser un comerciant, astrònom, navegant i geògraf alemany que va prestar serveis a Portugal, país en el qual va radicar pràcticament la meitat de la seva vida. També va ser cèlebre per haver construït el primer globus terraqüi, que encara es conserva.

## Biografia

### Inicis
Martin va néixer en Nuremberg, Baviera, segons una font, el 1436; altres fonts suggereixen més tard com el 1459; mentre que uns altres indiquen que va néixer a Bohèmia per Martin Behaim (10 de novembre de 1437-6 d'agost de 1474) i Agnes Schopper (?–8 de juliol de 1487), va ser el més gran dels seus set germans que van arribar a l'edat adulta de dotze fills i va pertànyer a aquesta rica família de comerciants originaris de Bohèmia que es van establir a la ciutat a inicis del segle xiv, el cognom Behaim però ja havia arribat a Nuremberg en el segle xii, però no ha estat demostrat. Molts membres de la família tenien importants negocis de vestits a la ciutat. El pare Martin Behaim va obtenir diners i riqueses del comerç, va ser un important comerciant que en els seus primers anys va tenir negocis en llocs tan allunyats com Venècia, i que més tard, el 1461, va arribar a ser triat senador, morint el 1474 i més tard, el 1487 ho va fer la seva dona Agnes. La família va viure fins al 1384 en una casa gran en el mercat principal, que en la primavera de 1945 va ser destruït en un atac amb bomba. Martin fill va rebre una educació científica, assistint a les escoles més importants, on els estudiants estaven obligats a aprendre les llengües d'Europa i dedicar-se a tasques i estudis comercials, abans de ser enviats a pràctiques a l'estranger. Per a la seva joventut els registres no han sobreviscut, també es desconeix si ell va aprendre llatí, (pels documents de la seva ploma disponibles). A l'edat de 15 anys, el seu pare va morir a l'edat de només 37 anys, el 1474. Atès que la seva mare no s'havia casat de nou, es va fer càrrec de la tutela legal el seu oncle Leonhard Behaim, juntament amb un amic proper de la família, Bartels von Eyb i un dels executors del testament de la mare de Martin. Més tard, el 1487 va morir la mare, Agnes.

### Estada als Països Baixos

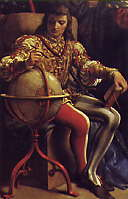
Martin Behaim.

El 1476, Martin va buscar aplicar els seus coneixements mercantils i tècnics com a aprenent de comerciant; es va reunir amb Jorius van Dorpp, un venedor de robes de la ciutat de Malines, amb qui va romandre al voltant d'un any. En aquest temps, junts van visitar les fires de Frankfurt, on Martin va poder posar en pràctica els seus coneixements de mercaderia. No obstant això, a inicis de 1477, els camins que conduïen a la fira no resultaven segures per als viatgers, per la qual cosa van Dorpp va preferir vendre les seves robes a un comerciant alemany a Anvers. A finals d'any, i per desitjos de la seva mare, Martin va tornar a la fira de tardor de Frankfurt i es va retrobar amb von Eyb, qui el va ajudar en les seves activitats.
El 1478, mentre treballava en la fira de tardor de Frankfurt, va escriure una carta al seu oncle Leonhard (datada el 18 de setembre), en la qual expressava que ja no volia treballar a Malines per seguir millorant la seva experiència com a comerciant. Va ser en aquells dies que Martin es va traslladar a una tenda de tenyit de roba administrada per Fritz Heberlein (nadiu de Nuremberg però establert a Anvers), on va aprendre aritmètica. En una carta del 8 de juny de 1479, enviada al seu oncle Leonhard, expressava que allí podia experimentar l'aprenentatge d'una millor manera. Culminava així la seva pràctica com a aprenent de comerciant.

### Estada a Portugal
Martin va anar per primera vegada a Lisboa el juny de 1484, amb l'objectiu de comerciar en aquest país; en aquella època s'havien establert relacions comercials entre el Regne de Portugal d'un costat; i Flandes, la Lliga Hanseàtica i algunes ciutats de l'Alta Alemanya, per l'altre.
Poc temps després es va fer amic de Josse van Hurter, Capità Donatari d'Illa de Faial i Illa Pico a les Açores, la filla de les quals Joanna de Macedo es va convertir en esposa de Martin (va ocórrer el 1488 o abans, i van tenir un fill que va néixer el 6 d'abril de 1489). Aquesta connexió amb van Hurter va comportar al fet que pogués tenir accés a la Cort i a l'aristocràcia portuguesa. Així va poder Martin establir-se comercialment i residir a l'illa de Faial i va aconseguir assistir al seu sogre en l'administració del territori.
Martin va ser nomenat cavaller pel Rei Joan II de Portugal, el 18 de febrer de 1485. No es coneix la raó exacta del nomenament, però la causes més probables poden ser la d'haver servit com a astrònom i cartògraf o la d'haver participat en una de les nombroses batalles que realitzaven els portuguesos a Ceuta o contra els sarraïns a l'Àfrica.
És possible que hagi conegut a Cristòfor Colom durant la visita d'aquest últim a Portugal i hagin discutit sobre un projecte per al descobriment de les Índies per l'oest; aquest fet va ser relatat per Antonio de Herrera en la seva Història General de les Índies; quan explica el descobriment de Colom i els seus viatges, afegeix que Colom "va confirmar la seva opinió amb el seu amic Martin Behaim, un portuguès, oriünd de l'illa de Faial, un cosmògraf de gran criteri".

#### Membre de laJunta dos Mathematicos
El Rei Joan II va ser conegut en diverses ocasions per fer consultes científiques i tècniques amb savis que eren de la seva confiança i tenien disposició. És així que Martin va aconseguir pertànyer a la Junta dos Mathematicos entre 1484 i 1485. La seva tasca era determinar diversos mètodes per mesurar la latitud a partir de l'altitud dels meridians del sol, a causa que l'Estel Polar que servia de referència en el passat, no era útil per als navegants portuguesos que creuaven l'equador, ja que aquest estel no era visible en l'hemisferi sud i causava greus problemes de desorientació.
Segons João de Barros, la Junta dos Mathematicos estava conformada pels físics Maestro Rodrigo i Maestro Josepe, que era jueu; i per Martin Behaim, oriünd d'aquest país i que va ser deixeble de Johann Müller Regiomontano, un conegut astrònom de l'època.
Al final aquesta Junta va descobrir la manera de navegar mitjançant taules de declinació del sol; els portuguesos van ser els primers a aplicar-les. Aquest mètode va tenir bastant acceptació: seria utilitzat durant diverses dècades, ja que els càlculs eren més versàtils en comparació de l'astrolabi.

### Viatge a l'Àfrica
Existeixen dues referències en les quals es parla que Martin va participar com a navegant i cartògraf en un viatge a l'Àfrica. La primera és el mateix globus terraqüi, que va dissenyar anys després; la segona, es troba en el Liber Chronicurum, compilat originalment en llatí per Hartmann Schedel i publicat el 12 de juliol de 1493 (just durant la partida de Behaim de Nuremberg), traduït a l'alemany per Georg Alt, escrivà del poble. L'original va ser escrit amb lletra llegible, no obstant això el text que refereix a Martin va ser afegit en el marge, amb una lletra més correguda; en la traducció a l'alemany aquest text apareix íntegre. Això prova que la informació va ser escrita per l'editor després d'haver completat l'obra en llatí però abans que Alt ho traduís; això pot significar que el mateix Martin hagi aportat aquesta informació al llibre.
Segons aquestes referències, el 1484 el Rei Joan II va despatxar dos caravel·les comandades per Diogo Cão i per Martin Behaim, que el seu objectiu era recórrer el continent africà. Van negociar amb la tribu wolof i amb els habitants de Gàmbia, van navegar a l'est i van arribar a les illes de Guinea, incloent l'Ínsula Martini. Van aconseguir creuar l'equador, i van seguir navegant cap al sud, fins als 37º de latitud sud, van assolir el cap de Muntanya Negra, en l'extrem meridional d'Àfrica, on el 18 de gener de 1485 van erigir una columna de pedra. Voltant aquest cap van navegar altres 260 llegues, fins al Cap Ledo, des d'on van tornar. Es creu que van visitar la terra del Rei Furfur, on creixia la pebre. Van tornar a Lisboa després de 19 mesos i van portar grans i espècies, entre elles pebre i canyella; d'aquesta última es deia que va ser descoberta més enllà de la terra del Rei Furfur.
Encara que realment no se sap si aquestes referències eren creïbles o eren part d'una glorificació de part del mateix Martin, la veritat és que l'expedició de Diogo Cão, va arribar al poderós regne de Mani Congo i va arribar fins a la desembocadura del riu Congo, a 1° 50′ al sud de l'equador. S'ha d'assenyalar també que se sap que Bartolomeu Dias va tornar el 1488 a Lisboa després d'haver voltat el cap de Bona Esperança i arribar a l'extrem sud d'Àfrica. És possible que Martin no hagués volgut acceptar aquest fet, i això es reflecteix en el seu globus en el que va voler demostrar que tant Cão com Martin van ser els que van depassar aquest cap tres anys abans.

### Retorn a Nuremberg

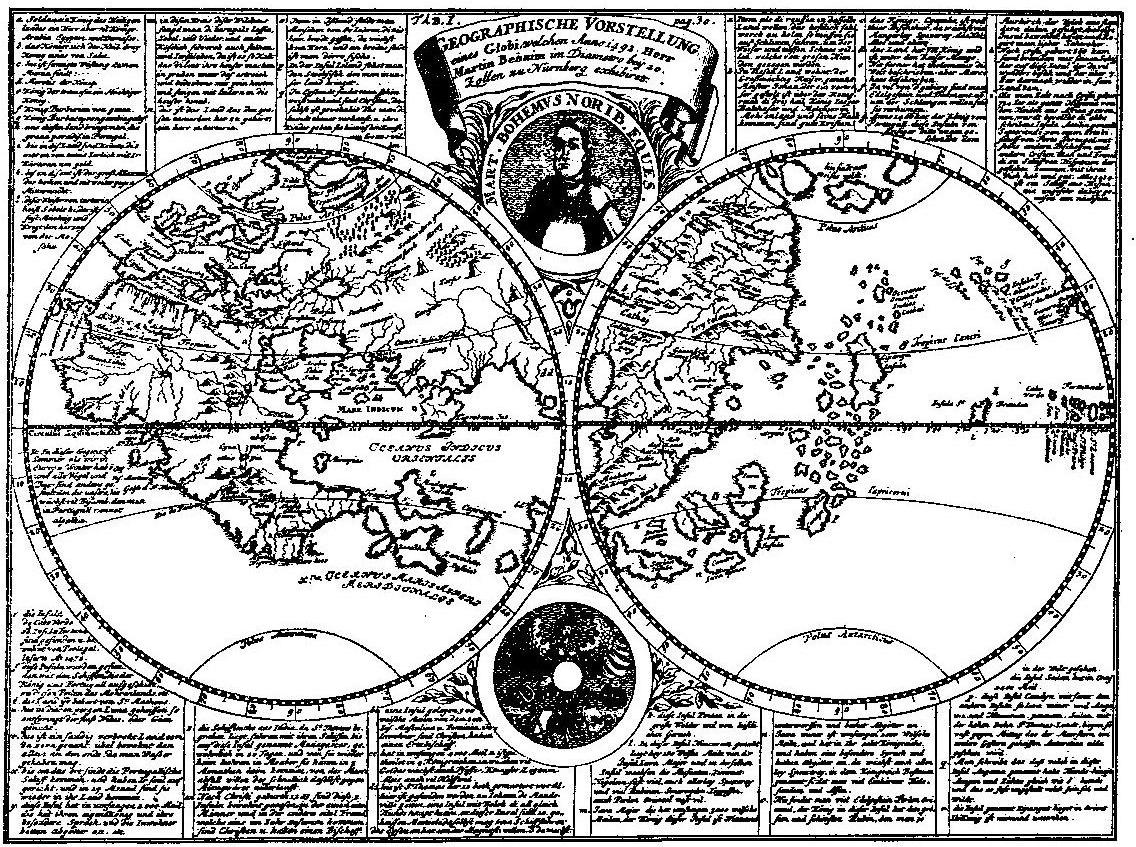
Carta de 1889 on es mostra la seva efígie i els hemisferis del globus terraqüi de 1492.

El 1490 Martin va deixar Portugal per visitar la seva ciutat natal Nuremberg, amb l'objectiu principal de realitzar negocis, encara que en part també hi va anar per prendre possessió de l'herència que va distribuir la seva mare, que havia mort feia tres anys. En aquells moments, en que Martin havia aconseguit realitzar els seus negocis de manera satisfactòria, tenia pensat tornar a Portugal; no obstant això, Georg Holzschuher, un membre del consell de la ciutat que havia visitat Egipte i la Terra Santa el 1470 i tenia interès en el progrés dels descobriments geogràfics, va demanar a Martin, i aquest acceptà, que construís un globus terraqüi en el qual s'hi reflectissin els recents descobriments fets pels portuguesos.
El globus terraqüi reflectia totes les terres descobertes pels exploradors abans del descobriment d'Amèrica el 1492; mesura 507 mm de diàmetre, no presenta una quadrícula moderna de latitud i longitud però grafia l'equador, un meridià, els tròpics i les dotze constel·lacions del zodíac. Aquest globus repeteix els errors del mapa de Paolo Toscanelli. Posseeix a més figures representatives dels països mostrats i una informació curta d'aquests, s'hi inclouen dibuixos de figures dels seus habitants. Actualment es troba en el museu de Nuremberg, i existeixen diversos facsímils d'aquest globus terraqüi únic.

### Ocàs i mort
El juliol de 1493, després de gairebé tres anys, Martin va deixar Nuremberg i va tornar a Portugal. Poc se sap de la seva vida després d'haver produït el globus terraqüi. Algunes referències indiquen que va estar a l'Illa de Faial realitzant negocis fins al 1506, i després va tornar a Lisboa. El 29 de juliol de 1507, Martin va morir molt pobre a l'Hospital de Todos os Santos de Lisboa; les causes de la seva pobresa són encara desconegudes.

## Abans de Magalhães
Durant l'Era de l'exploració, era comú que la corona de Portugal comprés cartes nàutiques de diverses fonts, fins i tot si no eren precises o eren regions desconegudes i mítiques. En conseqüència, és probable que durant la seva familiaritat amb la Corona, el Rei Joan II hauria comprat mapes i gràfics de Martin Behaim, que podria haver representat passatges misteriosos en una terra desconeguda. Això pot explicar la confusió causada per la història de l'exploració de Magalhães de la ruta sud al Pacífic.
Antonio Pigafetta, un cronista italià que va acompanyar Fernão de Magalhães en l'expedició de Magalhães-Elcano, segons el qual Martin Behaim va dibuixar un mapa posterior al globus terraqüi que es conserva, en el qual estava representada Amèrica, amb el pas entre l'oceà Atlàntic i el Pacífic. Assenyala que Magalhães va tindre un sorteig parcial del canal, tot analitzant-lo fins i tot abans d'haver arribat a terra. Una segona carta, com Pigafetta al·lega, hauria estat memoritzat per l'explorador, per tal d'evitar que altres descobreixin el pas (particularment si la seva tripulació espanyola s'hagués amotinat). Encara que els historiadors no solen acceptar la influència de Behaim en el descobriment del pas cap al Pacífic, és cert que és citat en el diari original de Pigafetta com l'autor del dibuix original del canal. El propi Magalhães va declarar que sabia que un passatge meridional a través donaria lloc al "Mar del Sud" (Que Balboa havia descobert l'any 1513 a través de l'istme de Panamà), des que havia vist el canal en un gràfic fet per Martin Behaim. Aquest testimoniatge està confirmat per Antonio de Herrera, el més prestigiós historiador d'Índies, qui relata com Magalhães en exposar el seu projecte als Ministres del Rei va explicar que l'estret figurava:
En una carta marina construïda per Martin Behaim, portuguès, natural de Faial, cosmògraf de gran reputació. (Herrera, Antonio, Crònica dels fets d'homes castellans en Terres d'Índies).
Pigafetta després va escriure:
Però Hernando va saber que hi havia la qüestió d'un estret molt misteriós pel qual es podia navegar i que havia vist descrit en un mapa en el Tresor del Rei de Portugal, el mapa havia estat fet per un excel·lent home anomenat Martin Behaim. (Antonio Pigafetta, Primo Viaggio intorno al globo)
Aquest mapa es troba perdut, contenia dades geogràfiques de caràcter reservat, que la corona portuguesa no desitjava compartir amb altres potències marítimes com Espanya o Anglaterra.
Mentre Martin Behaim podria ser considerat com a contribuent al descobriment de l'estret de Magallanes, només podria haver fet una còpia d'un esbós original de l'estret.

## Erdapfel

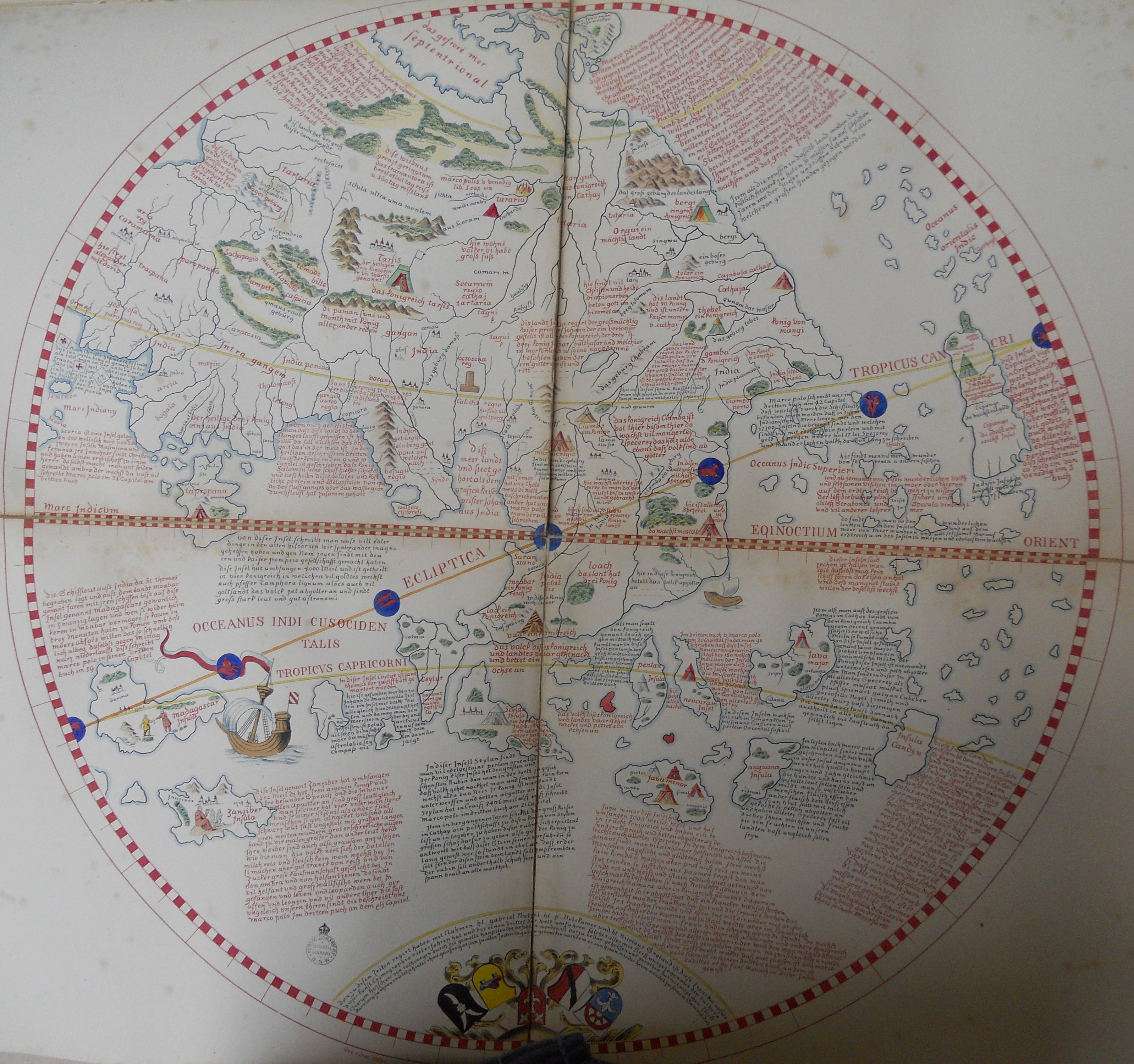
Martin Behaim, hemisferi oriental del seu globus fet a Nuremberg el 1492. Friedrich Wilhlem Ghillany, Geschichte des Seefahrers Ritter Martin Behaim, Nürnberg, Bauer und Raspe, J. Merz, 1853.

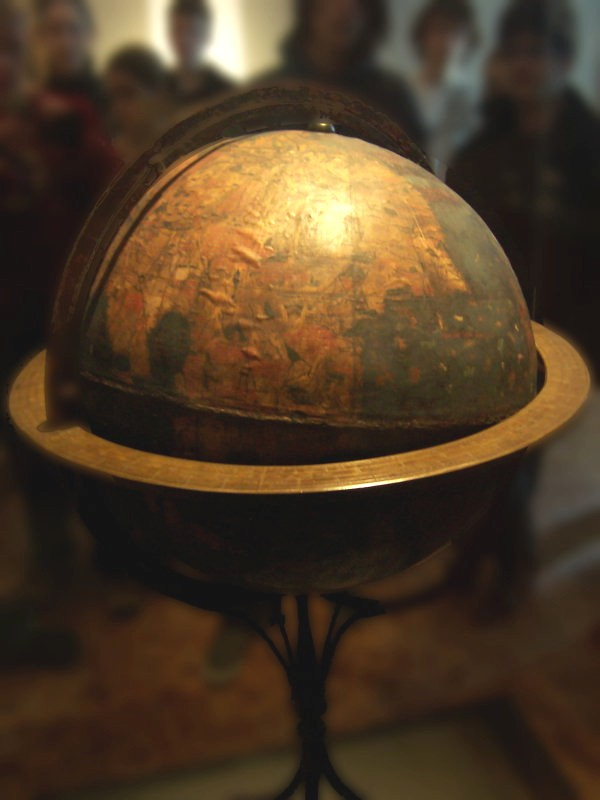
El Globus de Nuremberg de Martin Behaim

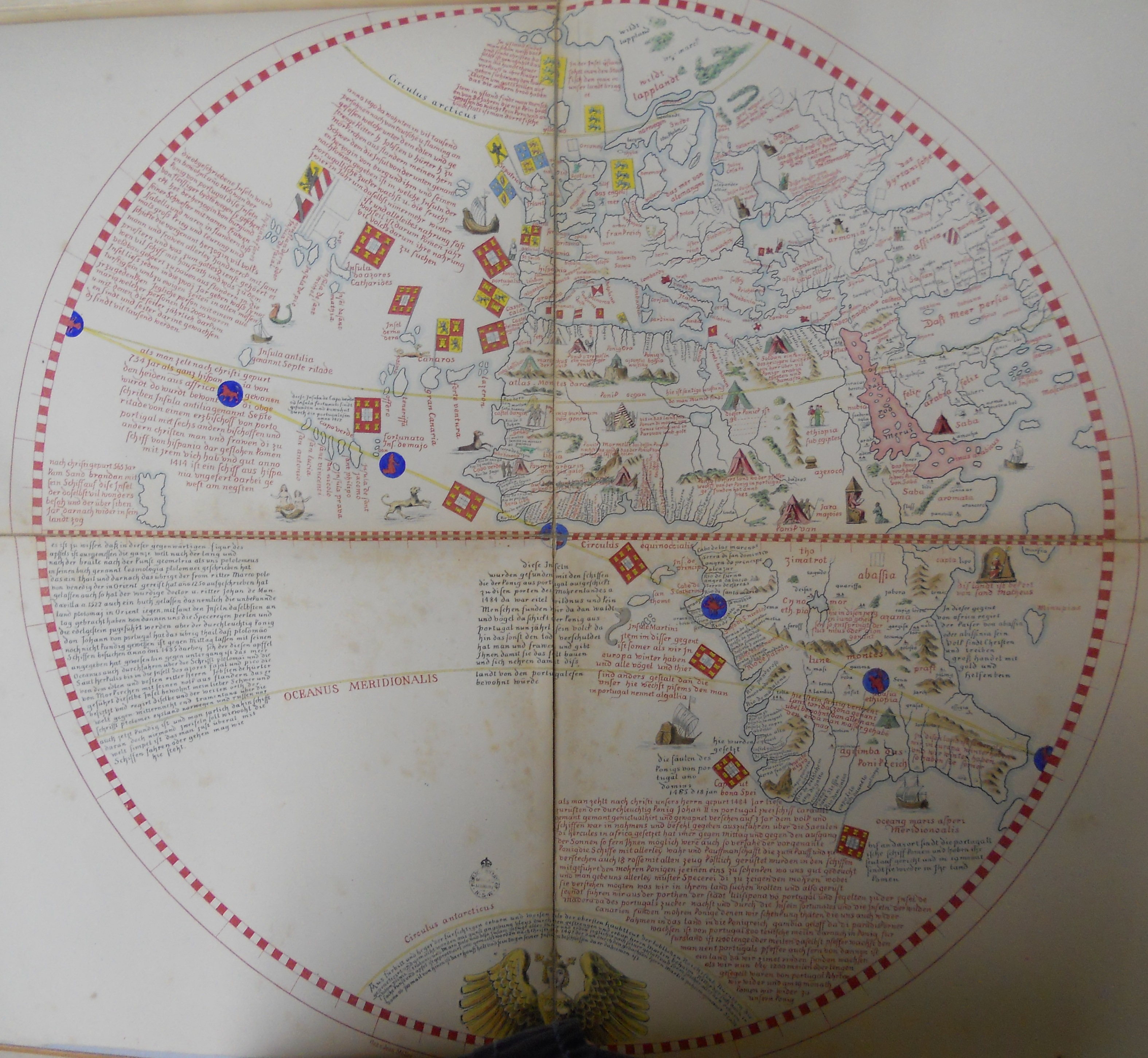
Martin Behaim, hemisferi occidental del seu globus fet a Nuremberg el 1492. Friedrich Wilhlem Ghillany, Geschichte des Seefahrers Ritter Martin Behaim, Nürnberg, Bauer und Raspe, J. Merz, 1853.

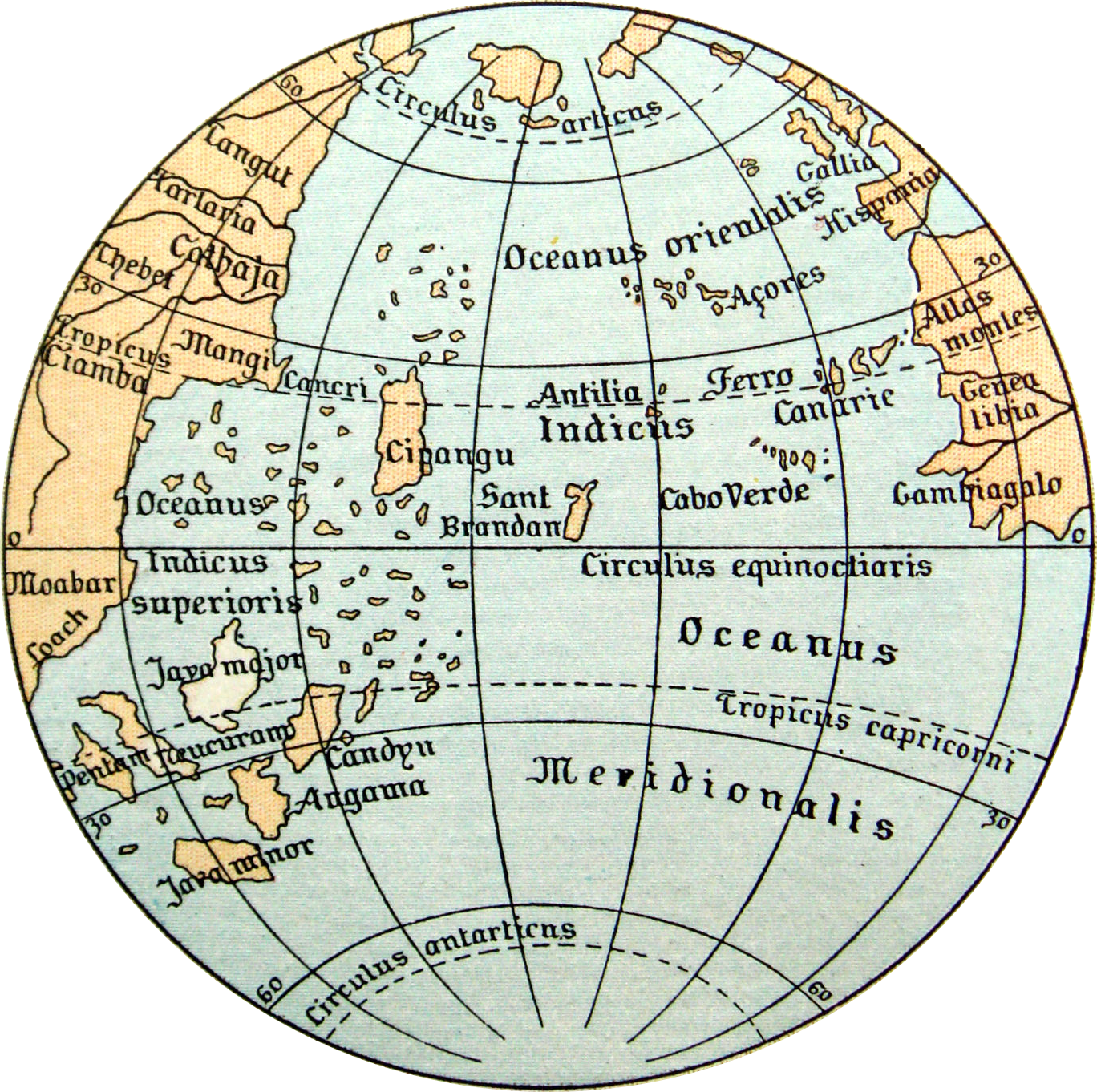
Detall de l'Oceà Atlàntic visionat per Martin Behaim

Durant la seva visita a la seva casa natal a Nuremberg, en col·laboració amb el pintor Georg Glockendon, Martin Behaim va muntar el seu globus terrestre familiar entre 1491 i 1493, un dels dos globus, que ell va anomenar el Erdapfel (literalment, la poma terrestre). Conforma una idea d'un món visionat el 1475 pel Papa Sixt IV, però té les millores afegides dels meridians i una línia equatorial.
Es conserva al Museu Nacional Alemany, a la mateixa planta de la galeria d'Albrecht Dürer (a causa que Nuremberg és el cor del Renaixement alemany).
La influència de Ptolemeu, que va llegar el món la latitud i la longitud, és evident, però cada intent es fa per incorporar els descobriments posterior en l'edat mitjana (inclosa la informació dels viatges de Marco Polo, entre d'altres). Malgrat la seva fama, el Globus de Behaim Incorpora nombrosos errors que no reflecteixen la comprensió geogràfica contemporània. L'Àfrica occidental és incorrecta, tot i que la tecnologia en aquell moment dificultava aquests càlculs; l'arxipèlag de Cap Verd es troba centenars de quilòmetres fora del seu lloc adequat; i l'Atlàntic està plena d'illes mitològiques que eren psicològicament importants per a la cristiandat medieval aïllada Japan es troba només a 2.400 km fora de la costa, i era just on Marco Polo ho va mencionar, posant-ho amb temptació dins de la distància de les Canàries. L'Illa de Sant Brandan també es troba en aquest globus, però conté tot l'hemisferi occidental en forma de càpsula. Hi ha errors de 16° en la ubicació de molts dels llocs, mentre que els mapes moderns poques vegades tenen més de 1°, perquè la longitud era molt difícil d'esbrinar abans de la invenció de rellotges precisos. L'antiguitat d'aquest globus i l'any de la seva execució, en vigílies del descobriment de les Amèriques, fa que no sigui només el més antic, sinó històricament el més valuós el món. Es correspon molt bé amb la noció de la Terra de Colom, i fa irresistible la noció d'un salt a través d'aquest petit mar de l'oceà al llunyà estret; ell i Behaim van treure la seva informació de les mateixes fonts. Encara que menys precisa en navegació que la bella carta portolana catalana del segle xiv, com a treball científic és de gran importància; pot ser que sigui el primer globus terrestre que s'hagi construït mai, s'inclina per girar en l'angle correcte i representa l'enciclopèdia del món conegut a l'occident l'any 1492.
La seva família va rescatar el globus de l'ajuntament abans que estigués en el camí de tants artefactes obsolets. El 1992, va ser traslladat a la Universitat de Tecnologia de Viena, per ser estudiat en alta resolució per la Behaim Digital Globe Project. El 2011, es va iniciar una segona digitalització del Museu Nacional Alemany.

## Reconeixements
- El cràter lunar Behaim porta aquest nom en el seu honor.